# Guillermo FitzOsbern
Guillermo FitzOsbern también Guillermo de Breteuil (c. 1020-1071), llamado «Espíritu Orgulloso», fue un noble anglonormando señor de Breteuil en Normandía y conde de Hereford en Inglaterra, uno de los vasallos en jefe más importantes y confiables de Guillermo el Conquistador y quien desempeñó virtualmente el oficio de Gran Justicia de Inglaterra entre 1067 y 1071.
Su padre fue el senescal Osbern de Crépon (m. 1040), uno de los custodios de Guillermo de Normandía durante su minoridad, asesinado en Vaudreuil mientras cumplía su servicio. Su madre fue Emma d'Ivry, hija de Rodolfo de Ivry.

## La conquista de Inglaterra
A comienzos de 1066, Guillermo II de Normandía —con el pretexto de que Eduardo el Confesor le había adoptado como heredero— comenzó a planificar la invasión y conquista normanda de Inglaterra a fin de hacer valer su reclamo por las armas. FitzOsbern se mostró el más decidido en apoyar la empresa y prestó una ayuda decisiva, no solo proveyendo sesenta barcos, sino también arengando a los nobles normandos menos convencidos, haciéndoles ver los grandes beneficios que podían obtener de la campaña.
También era uno de los asesores clave de Guillermo en materia militar y tuvo a su mando uno de los tres cuerpos en que formó la caballería normanda en la batalla de Hastings.
Una vez que Guillermo —conocido a partir de entonces como «el Conquistador» (Willelmus Conquestor)— fue coronado rey (25 de diciembre de 1066), se ocupó de recompensar a sus partidarios. FitzOsbern fue uno de los primeros en recibir el título de conde, y recibió vastas propiedades en el oeste (Herefordshire, Gloucestershire y Worcestershire), región por demás de estratégica que todavía no estaba bajo pleno control normando.

## Regente de Inglaterra
Entre 1067 y 1071, toda vez que el rey estuvo fuera de Inglaterra, encargó la regencia de ese país a FitzOsbern y el obispo Odo de Bayeux. En la primavera boreal de 1067, Guillermo regresó a Normandía, llevó consigo a los ingleses más prominentes y dejó por primera vez el reino a cargo de Odo y FitzOsbern. Según Guillermo de Malmesbury, FitzOsbern precedía al otro como regente designado. El Domesday Book prueba que recibió la autoridad para distribuir propiedades en Hampshire. Confirmó actos que normalmente hubieran necesitado una carta real, responsabilidad que en Inglaterra solo compartió con Odo, y que únicamente la reina Matilde tuvo en Normandía

## Resistencia de los ingleses
Los ingleses aprovecharon la primera ausencia del nuevo soberano para iniciar la Resistencia inglesa, insurreccionándose en varias ciudades. Si bien el cronista Guillermo de Poitiers echó toda la culpa a la «disposición voluble y rebelde de los ingleses», David Hume sostiene que fue la injusticia del gobierno normando lo que provocó la rebelión de los nativos. Como sea, los ingleses se levantaron en Kent, el Severna y en Exeter (1067-68). Para mantenerlos a raya, la regencia conjunta inició un programa de construcción de castillos.  FitzOsbern erigió varias fortalezas (entre ellas las de Monmouth y Wigmore), desde donde incursionó en el país de Gales.
Los levantamientos fueron sofocados no bien regresó el rey. Pero se desató una segunda ola de insurrecciones (1069-70), más amplia y peligrosa que la primera: los hijos del difunto Harold arribaron desde Irlanda e invadieron el Devonshire; los daneses desembarcaron en el norte; desde Escocia Edgar Atheling y Gospatric invadieron Northumberland y tomaron la ciudad de York; Hereward el Proscrito se hizo fuerte en la isla de Ely; Edric el Salvaje puso sitio a Shrewsbury, y también hubo levantamientos en Somerset, Dorset, Cornualles y Devon.
Fue el momento más crítico de la dominación normanda de Inglaterra, y provocó que muchos seguidores de Guillermo decidieran volver al continente, como Hugo de Grandmesnil. Guillermo distribuyó las tareas entre sus principales vasallos para hacer frente a la insurrección en el sur y el oeste, y emprendió en persona la Masacre del Norte. Por su parte, FitzOsbern se encargó de lidiar con Edric el Salvaje en Shrewsbury.

## Muerte
En 1071, una vez que la resistencia inglesa fuera aplastada, FitzOsbern fue enviado para asistir a la reina Matilde en el norte de Francia. El hermano menor de esta, Roberto el Frisón, había invadido Flandes para destronar a su sobrino Arnulfo III. Matilde y el rey Felipe I de Francia unieron fuerzas, y la reina envió a FitzOsbern al mando de un contingente anglonormando. Incluso llegó a pactarse un matrimonio entre el noble normando y Riquilda de Henao, la madre de Arnulfo. Sin embargo, Arnulfo y FitzOsbern fueron vencidos y perdieron la vida en la batalla de Cassel (22 de febrero de 1071).

## Matrimonio y descendencia
Guillermo FitzOsbern desposó (c. 1049) a Adeliza, hija de Roger de Tosny, uno de los barones que en principio se había negado a obedecer al duque Guillermo. De esta unión nacieron:
- Guillermo de Breteuil, que heredó el señorío de Breteuil. Su esposa fue Adeline de Montfort, hija de Hugues II de Montfort.
- Roger de Breteuil, que heredó el condado de Hereford.
- Emma de Guader, que se casó con Raúl de Guader, primer conde de Norfolk. Roger y su cuñado Raúl en ocasión del matrimonio de éste con Emma, se rebelaron sin éxito en 1075 contra Guillermo el Conquistador.[8][4]
- Giselbert (Gilbert II) FitzOsbern de Breteuil, obispo de Evreux (c. 1040-1112);
- Ralph Fitzwilliam de Breteuil (c. 1059-1095), monje;
- John FitzWilliam de Breteuil (c. 1060-1071);
- Richard FitzWilliam (c. 1062-?);
- Adeliza [Adela] FitzWilliam de Breteuil (c. 1035-1095). Madre de Anchetil de Greye (de Croi).